# قدمگاه حضرت خضرنبی
قدمگاه حضرت خضرنبی مربوط به سدهٔ ۳ و ۴ ه.ق است و در شهرستان فیروزکوه، بخش ارجمند، روستای ورسخواران واقع شده و این اثر در تاریخ ۷ مهر ۱۳۸۱ با شمارهٔ ثبت ۶۳۴۳ به‌عنوان یکی از آثار ملی ایران به ثبت رسیده است.